# Katarina Kresal
Katarina Kresal (Lubiana, 28 gennaio 1973) è una giurista e politica slovena, Ministro dell'Interno dal 2008 al 2011.

## Biografia
Studiò legge all'Università di Lubiana, laureandosi nel 1996.
Nel 2007 fu eletta come candidato di compromesso alla guida del partito Democrazia Liberale di Slovenia (LDS), succedendo a Jelko Kacin. Alle elezioni del 2008 fu eletta all'Assemblea nazionale. Poco dopo divenne Ministro dell'Interno nel nuovo governo di Borut Pahor. Nel 2011 si dimise a seguito dei sospetti di corruzione espressi dalla Commissione per la Prevenzione della Corruzione.
A seguito del pessimo risultato di LDS alle elezioni del 2011, si è dimessa dalla guida del partito.